# Arabische zandgazelle
De Arabische zandgazelle (Gazella marica) is een zoogdier uit de familie van de holhoornigen (Bovidae). De wetenschappelijke naam van de soort werd voor het eerst geldig gepubliceerd door Oldfield Thomas in 1897.

## Verspreiding
De Arabische zandgazelle overleeft in het wild in kleine, geïsoleerde populaties in Saoedi-Arabië, de Verenigde Arabische Emiraten, Oman en het zuidoosten van Turkije. Kleine aantallen kunnen ook aanwezig zijn in Koeweit, Irak, Jordanië en Syrië. De totale populatie wilde Arabische zandgazellen wordt geschat op minder dan 3.000. Het aantal exemplaren in gevangenschap, reservaten of kweekprogramma's wordt beduidend hoger geschat.

## Taxonomie
Tot voor kort werd de Arabische zandgazelle beschouwd als een ondersoort van de kropgazelle (Gazella subgutturosa), als Gazella subgutturosa marica. Een genetische studie uit 2010 stelde vast dat het een aparte afstamming was, en het wordt tegenwoordig als een aparte soort beschouwd. Verdere genetische analyse gerapporteerd in 2012 wees uit dat de Arabische zandgazelle nauw verwant was aan twee Noord-Afrikaanse gazellen, de edmigazelle (Gazella cuvieri) en de duingazelle of zandgazelle (Gazella leptoceros), misschien zelfs behorend tot een enkele soort.